# Tisra
Tisra é uma vila no distrito de Dhanbad, no estado indiano de Jharkhand.

## Demografia
Segundo o censo de 2001, Tisra tinha uma população de 53 547 habitantes. Os indivíduos do sexo masculino constituem 56% da população e os do sexo feminino 44%. Tisra tem uma taxa de literacia de 58%, inferior à média nacional de 59,5%: a literacia no sexo masculino é de 68% e no sexo feminino é de 44%. Em Tisra, 15% da população está abaixo dos 6 anos de idade.